# Oskar Peltokangas

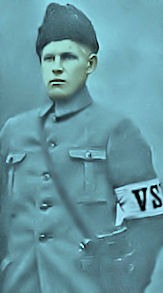
Oskar Peltokangas.

Oskar Vilhelm Peltokangas, född 2 januari 1893 i Vasa, död 25 mars 1918 vid Tammerfors, var en finländsk militär. 
Peltokangas avreste 1915 till Lockstedter Lager, blev jägarlöjtnant och stupade under finska inbördeskriget 1918 som kompanichef vid Messuby kyrka. Hans minne hyllades länge i hembygden.